# Olympische Sommerspiele 1992/Teilnehmer (Iran)
| Gelbes Symbol für Goldmedaillen mit stilisierten Olympischen Ringen | Graues Symbol für Silbermedaillen mit stilisierten Olympischen Ringen | Braundes Symbol für Bronzemedaillen mit stilisierten Olympischen Ringen |
| ------------------------------------------------------------------- | --------------------------------------------------------------------- | ----------------------------------------------------------------------- |
| —                                                                   | 1                                                                     | 2                                                                       |

Die Olympischen Sommerspiele 1992 in Barcelona waren die 10. Sommerspiele mit iranischer Beteiligung. Die iranische Mannschaft umfasste 40 Athleten und erreichte den 44. Rang im Medaillenspiegel.

## Medaillen

### Silber
- Askari Mohammadian – Ringen, Freistil 62 kg, Männer

### Bronze
- Amir Reza Khadem – Ringen, Freistil 74 kg, Männer
- Rasoul Khadem – Ringen, 82 kg, Männer

## Ergebnis nach Sportart

### Boxen
63,5 kg:
- Anoushirvan Nourian – Ausgeschieden
  1. Runde der letzten 32 – Unterlag Michele Piccirillo aus Italien, 23-5

67 kg:
- Yousef Khateri – Ausgeschieden
  1. Runde der letzten 32 – Unterlag Arkhom Chenglai aus Thailand, 13-7

75 kg:
- Siamak Varzideh – Ausgeschieden
  1. Runde der letzten 32 – Unterlag Makoye Isangula aus Tansania, Abbruch durch Schiedsrichter

81 kg:
- Ali Asghar Kazemi – Ausgeschieden
  1. Runde der letzten 32 – Unterlag Asghar Muhammad aus Pakistan, Walkover

91 kg:
- Morteza Shiri – Ausgeschieden
  1. Runde der letzten 32 – Freilos
  2. Runde der letzten 16 – Unterlag David Izonritei aus Nigeria, Abbruch durch Schiedsrichter

+91 kg:
- Iraj Kiarostami – Ausgeschieden
  1. Runde der letzten 32 – Unterlag Jerry Nijman aus Niederlande, 9-5

### Gewichtheben
67,5 kg:
- Kazem Panjavi – Keine Platzierung

75 kg:
- Abbas Talebi – 20. Platz, 320 kg

82,5 kg:
- Alireza Azarpanahi – 23. Platz, 315 kg

100 kg:
- Abdollah Fatemi – 17. Platz, 340 kg

110 kg:
- Mozaffar Ajali – 19. Platz, 345 kg

### Leichtathletik
5000 m:
- Hamid Sajjadi – 38. Platz
  1. Halbfinale – 8. Platz in Lauf 2, 14:04,54 min, ausgeschieden

Hochsprung:
- Hossein Shayan – 33. Platz
  1. Qualifikation – 2,10 m, ausgeschieden

### Radsport

#### Straße
Einzelzeitfahren:
- Hossein Eslami – Nicht beendet
- Khosrow Ghamari – Nicht beendet
- Hossein Mahmoudi – Nicht beendet

100 km Mannschaftszeitfahren:
- Team – 21. Platz, 2:24:44
- Kader
  - Nima Ebrahimnejad
  - Hossein Eslami
  - Khosrow Ghamari
  - Hossein Mahmoudi

#### Bahn
1000 m Zeitfahren:
- Mohammad Reza Banna – 28. Platz, 1:11,036 min

Einzelverfolgung:
- Mehrdad Afsharian – 25. Platz
  1. Vorrunde – 5:08,184 min, ausgeschieden

Punktefahren:
- Majid Naseri – Ausgeschieden
  1. Vorrunde – Nicht beendet

Mannschaftsverfolgung:
- Team – 19. Platz
  1. Vorrunde – 4:45,745 min, ausgeschieden
- Kader
  - Nima Ebrahimnejad
  - Mehrdad Afsharian
  - Mohammad Reza Banna
  - Majid Naseri

### Ringen

#### Freistil
48 kg:
- Nader Rahmati – 11. Platz
  1. Vorrunde – 6. Platz in Pool A, ausgeschieden
    1. Unterlag Chen Zhengbin aus China, 6-3
    2. Besiegte Vincent Pangelinan aus Guam, Fall
    3. Unterlag Tim Vanni aus den Vereinigten Staaten, 9-7

52 kg:
- Majid Torkan – 7. Platz
  1. Vorrunde – 4. Platz in Pool A
    1. Besiegte Shane Stannett aus Neuseeland, Fall
    2. Besiegte Anil Kumar aus Indien, 16-1
    3. Unterlag Valentin Jordanienov aus Bulgarien, 3-2
    4. Unterlag Li Hak-son aus Nordkorea, 4-0

  2. 7. Platz Match – Besiegte Christopher Woodcroft aus Kanada, 2-1

57 kg:
- Oveis Mallah – 9. Platz
  1. Vorrunde – 5. Platz in Pool B
    1. Besiegte Ashok Kumar aus Indien, 6-2
    2. Unterlag Robert Dawson aus Kanada, 5-1
    3. Unterlag Kendall Cross aus den Vereinigten Staaten, 5-3

  2. 9. Platz Match – Besiegte Tserenbaataryn Tsogtbajar aus der Mongolei, Walkover

62 kg:
- Askari Mohammadian – Silbermedaille
  1. Vorrunde – 1. Platz in Pool B
    1. Besiegte Martin Müller aus der Schweiz, 5-1
    2. Besiegte Georgios Moustopoulos aus Griechenland, 4-0
    3. Besiegte Eduards Zukovs aus Lettland, 11-0
    4. Besiegte Rossen Vassilev aus Bulgarien, 4-2
    5. Besiegte Musa Ilhan aus Australien, 6-0

  2. Finale – Unterlag John Smith aus den Vereinigten Staaten, 6-0

68 kg:
- Ali Akbarnejad – 4. Platz
  1. Vorrunde – 2. Platz in Pool B
    1. Unterlag Walentin Gezow aus Bulgarien, 3-2
    2. Besiegte Cris Brown aus Australien, 4-0
    3. Besiegte Georgios Athanasiadis aus Griechenland, 5-1
    4. Besiegte Gerard Santoro aus Frankreich, 3-0
    5. Besiegte Chris Wilson aus Kanada, 1-0

  2. Bronzemedaille Match – Unterlag Kōsei Akaishi aus Japan, 4-0

74 kg:
- Amir Reza Khadem – Bronzemedaille
  1. Vorrunde – 2. Platz in Pool A
    1. Besiegte Barend Labuschagne aus Südafrika, 10-0
    2. Freilos
    3. Besiegte Ioakim Vassiliadis aus Griechenland, 4-2
    4. Besiegte Gary Holmes aus Kanada, 3-0
    5. Unterlag Park Jang-soon aus Südkorea, 2-1

  2. Bronzemedaille Match – Besiegte Məmmədsalam Haciyev  aus dem Vereinigten Team, 1-0

82 kg:
- Rasoul Khadem – Bronzemedaille
  1. Vorrunde – 2. Platz in Pool A
    1. Besiegte Robert Kostecki aus Polen, 9-0
    2. Besiegte David Hohl aus Kanada, 5-2
    3. Besiegte Pekka Rauhala aus Finnland, 8-0
    4. Besiegte Sebahettin Öztürk aus der Türkei, 3-0
    5. Unterlag Kevin Jackson aus den Vereinigten Staaten, 3-1

  2. Bronzemedaille Match – Besiegte Hans Gstöttner aus Deutschland, 6-0

90 kg:
- Ayoub Bani-Nosrat – 5. Platz
  1. Vorrunde – 3. Platz in Pool B
    1. Unterlag Puntsagiin Süchbat aus der Mongolei, 1-0
    2. Besiegte Heraklis Deskoulidis aus Griechenland, 4-0
    3. Besiegte Gábor Tóth aus Ungarn, 4-0
    4. Unterlag Kenan Şimşek aus der Türkei, 4-0

  2. 5. Platz Match – Besiegte Roberto Limonta aus Kuba, 3-1

100 kg:
- Kazem Gholami – 9. Platz
  1. Vorrunde – 5. Platz in Pool A
    1. Unterlag Heiko Balz aus Deutschland, 1-0
    2. Besiegte Gavin Carrow aus Kanada, 2-0
    3. Unterlag Subhash Verma aus Indien, 3-2
    4. 5. Platz Match – Besiegte Arvi Aavik aus Estland, Walkover

  2. 9. Platz Match – Besiegte Miroslav Makaveev aus Bulgarien, Fall

130 kg:
- Ali Reza Soleimani – 6. Platz
  1. Vorrunde – 3. Platz in Pool A
    1. Besiegte Tamon Honda aus Japan, Fall
    2. Besiegte Park Sung-ha aus Südkorea, Fall
    3. Besiegte Rodney Figueroa aus Puerto Rico, Fall
    4. Unterlag Mahmut Demir aus der Türkei, 2-1
    5. Losentscheid gegen Jeffrey Thue aus Kanada, 0-0, beide wegen Passivität disqualifiziert

  2. 5. Platz Match – Unterlag Andreas Schröder aus Deutschland, Walkover

#### Griechisch-römisch
48 kg:
- Reza Simkhah – 6. Platz
  1. Vorrunde – 3. Platz in Pool B
    1. Besiegte Nuran Pelikian aus Bulgarien, 7-5
    2. Besiegte József Faragó aus Ungarn, 12-1
    3. Besiegte Pappu Yadav aus Indien, 11-1
    4. Besiegte Fuat Yıldız aus Deutschland, 3-0
    5. Nicht angetreten, Ausgeschieden

  2. 5. Platz Match – Unterlag Iliuță Dăscălescu aus Rumänien, Walkover

52 kg:
- Majid Jahandideh – 15. Platz
  1. Vorrunde – 8. Platz in Pool A, ausgeschieden
    1. Unterlag Min Kyung-kap aus Südkorea, Nicht beendet
    2. Unterlag Ismo Kamesaki aus Finnland, 6-0

62 kg:
- Ahad Pazaj – 13. Platz
  1. Vorrunde – 7. Platz in Pool A, ausgeschieden
    1. Besiegte Mohan Ramchandra Patil aus Indien, 14-3
    2. Nicht angetreten, Ausgeschieden

68 kg:
- Abdollah Chamangoli – 6. Platz
  1. Vorrunde – 3. Platz in Pool A
    1. Besiegte Mazouz Bendjedaa aus Algerien, 6-0
    2. Besiegte Waleri Nikitin aus Estland, 7-5
    3. Unterlag Kim Sung-moon aus Südkorea, 5-1
    4. Besiegte Claudio Passarelli aus Deutschland, 1-0
    5. Unterlag Islam Dugushiev aus dem Vereinigten Team, 8-0
    6. 2. Platz Match – Unterlag Cecilio Rodriguez aus Kuba, 10-2

  2. 5. Platz Match – Unterlag Ghani Yalouz aus Frankreich, Walkover

74 kg:
- Ahad Javansaleh – 18. Platz
  1. Vorrunde – 10. Platz in Pool A, ausgeschieden
    1. Unterlag Jaroslav Zeman aus der Tschechoslowakei, 4-0
    2. Unterlag Erhan Balcı aus Türkei, 2-0

90 kg:
- Hassan Babak – 5. Platz
  1. Vorrunde – 3. Platz in Pool A
    1. Besiegte Ueom Jin-Han aus Südkorea, 2-0
    2. Besiegte Moustafa Ramadan aus Ägypten, 2-1
    3. Besiegte Reynaldo Peña aus Kuba, 2-0
    4. Unterlag Maik Bullman aus Deutschland, 3-1
    5. Unterlag Mikael Ljungberg aus Schweden, 2-0

  2. 5. Platz Match – Besiegte Michial Foy aus den Vereinigten Staaten, 17-1

### Tischtennis
Einzel:
- Ebrahim Alidokht – Ausgeschieden
  1. Gruppenphase- 4. Platz in Gruppe H, ausgeschieden
    1. Unterlag Hugo Hoyama aus Brasilien, 2-0
    2. Unterlag Dimitri Mazounov aus dem Vereinigten Team, 2-0
    3. Unterlag Jean-Michel Saive aus Belgien, 2-0

## Demonstrationssportarten

### Taekwondo
70 kg:
- Fariborz Askari – Silbermedaille
  1. Viertelfinale – Besiegte James Villasana aus den Vereinigten Staaten, 3-3
  2. Halbfinale – Besiegte Djamel Khali aus Frankreich, 3-2
  3. Finale – Unterlag Jose Santolaria aus Spanien, 4-1

76 kg:
- Reza Mehmandoust – Bronzemedaille
  1. Viertelfinale – Besiegte Adel Hasan Ali aus Bahrain, Walkover
  2. Halbfinale – Unterlag Lee Jae-Hun aus Kanada, Walkover

83 kg:
- Mansour Bagheri – Ausgeschieden
  1. Viertelfinale – Unterlag Ammar Sbeihi aus Jordanien, 3-2